# Christian Hayden
Christian Hayden (* 26. März 1994 in Wien) ist ein österreichischer Fußballspieler.

## Karriere
Hayden begann seine Karriere beim 1. SV Maria Anzbach. Nachdem er beim FC Kapelln und beim FC Tulln gespielt hatte, ging er 2008 in die AKA St. Pölten. 2012 wechselte er zum SV Grödig. Sein Profidebüt gab er am elften Spieltag 2012/13 gegen den SCR Altach. Nach dem Aufstieg in die Bundesliga 2013 gab er sein Bundesligadebüt am sechsten Spieltag der Saison 2013/14 gegen den SK Rapid Wien und gewann dieses im Gerhard-Hanappi-Stadion mit 1:0. Weitere Einsätze hatte er in der Bundesliga drei Mal gegen die SV Ried, zwei Mal gegen den FK Austria Wien und jeweils einmal gegen den SK Sturm Graz und den FC Wacker Innsbruck.
2014 wechselte er zum Zweitligisten SKN St. Pölten. Nachdem St. Pölten in die Bundesliga aufgestiegen war, wechselte er im Sommer 2016 zum Regionalligisten SK Austria Klagenfurt weiter.
Ab Jänner 2017 stand er beim niederösterreichischen Landesligisten SV Stripfing unter Vertrag. Im Jänner 2018 wechselte Hayden zum Regionalligisten Wiener Sport-Club. In dreieinhalb Jahren beim WSC kam der Verteidiger zu 55 Regionalligaeinsätzen, in denen er zwei Tore erzielte. Zur Saison 2021/22 schloss er sich dem viertklassigen SV Langenrohr an.
Ab der Saison 2024/25 kehrte Hayden zu seinen Wurzeln zurück und spielt seitdem in der siebentklassigen 1. Klasse West/Mitte beim 1. SV Maria Anzbach.

## Erfolge
- Meister Erste Liga: 2012/13 mit dem SV Grödig
- Meister Erste Liga: 2015/16 mit dem SKN St. Pölten